# Малильо Софія Михайлівна
Софія Михайлівна Малильо (3 грудня 1926, с. Вишні Верецьки — 19 жовтня 2015, там само) — українська поетеса, громадська діячка.

## Життєпис
Народилася в бідній селянській родині Михайла та Марії Малилів. При народжені їй дали одночасно два імена: на чеському метричному уряді була зареєстрована як Зофія Малілова (Zofie Malilova) — чеською мовою, а в реєстрі греко-католицької парафії — Гафія Малильо, українською мовою.
В 1934 році пішла до школи у рідному селі. Закінчивши початкову школу, навчалася українській гімназії м. Модражи в Чехії, поблизу Праги, куди її, в 1937 році, як найздібнішу ученицю, направив директор Вишне-Верецької школи Йосип Баланчук. Там вона навчалася до літа 1948 року. Події Другої світової війни закинули Софію Малильо до Західної Німеччини. Після закінчення війни зразу повернулася на закарпаття. Середню освіту завершила в 1945—1947 роках вже в радянській школі в місті Свалява, отримавши золоту медаль. У 1947 році вступила в Львівський державний університет ім. Івана Франка на факультет французької мови.
2 листопада 1948 році на другому курсі її заарештували без судового слідства зі звинуваченням у державній зраді за статтею 54-1а Кримінального кодексу УРСР. Підставою для такого дивного і водночас жахливого звинувачення послужила інформація, що в роки війни дівчина перебувала на західно-німецькій території. В 1949 році заочно в Москві, комісією ОСО, остаточно було засуджено за статтею 54-4 («Сприяння світовій буржуазії») Кримінального кодексу УРСР засудили до 10 років виправно-трудових таборів без конфіскації майна через його відсутність у обвинуваченої. У 1954 році через фізичну неможливість нормального існування її перевезли інвалідом з Колими до тайшетських таборів в Іркутській області. Софія Малильо була звільнена з таборів із повною реабілітацією на підставі постанови Комісії Президії Верховної Ради СРСР від 5 липня 1956 року. Після звільнення з таборів Софія поновилася на другий курс на навчання і в 1960 році закінчила Львівський  університет з червоним дипломом.
Після закінчення вузу Софія Михайлівна Малильо  працювала вчителем у сільських школах Закарпатської, Запорізької, Вінницької та Черкаської областей та 5 років у Дрогобицькому педінституті ім. Івана Франка.
В 1990 році Софія Малильо повернулася на Закарпаття і проживала в м. Мукачево.
В 2012 році Софія Малильо перенесла інсульт і останні чотири роки свого життя провела прикутою до ліжка.
19 жовтня 2015 року поетеса померла в рідному селі Верхні Ворота.

## Відзнаки й нагороди
- 2009 р. — нагороджена орденом княгині Ольги ІІІ ступеня за активну громадську та наукову діяльність.
- 2011 р. — відбувся великий творчий вечір в Ужгороді — до 85-річчя поетеси.
- 2012 р. — Дипломантка 16-го Всеукраїнського літературно-краєзнавчого конкурсу ім. М. Утриска.
- 2013 р. — Лауреатка міської літературної премії ім. Ю. Мейгеша за збірку поезій «Від Тиси до Дінця».
- Була членом Всеукраїнського товариства політв'язнів та репресованих, Всеукраїнське об'єднання письменників Бойківщини, Мукачівського міського осередку Союзу Українок.
- 2021 р. — іменем поетеси названо Верхньоворітський ЗЗСО І-ІІІ ступенів та відкрито меморіальну дошку[3].